# Кудрявские
Кудрявские — дворянский род, происходящий из Австрии.

## Происхождение и история рода
Емельян Афанасьевич Кудрявский (1776—1845) был директором канцелярии министерства иностранных дел России. Из его сыновей: тайный советник Христиан Емельянович (1814—1878) был посланником в Мадриде (Испания), Фёдор Емельянович (1812—1857) — начальником арсенала в Киеве.
Род Кудрявских был внесён во II часть родословной книги Киевской губернии Российской империи.